# Ålesund
Ålesund [ˈôːɫəsʉn]IPA je město v Norsku se 45 000 obyvateli rozkládající se na třech ostrůvcích, jež jsou navzájem propojeny mosty. Je správním sídlem stejnojmenné obce v kraji Møre a Romsdal. Je největším rybářským přístavem v Norsku a jedním z největších vývozců solených a sušených ryb.

## Geografie
Ålesund je pobřežní obec s dlouhým pobřežím. Na severozápadě je omýváno Norským mořem, na jihu Borgundfjordenem a Storfjordenem a na severu Midfjordenem a Harøyfjordenem. Nejvyšší místo je na východě pod vrcholem hory Lauparen s 1434,16 metru nad mořem. Z celkové rozlohy obce 2521,92 km² připadá na pevninu 607,41 km², resp. 632,4 km². Vlastní sídlo Ålesund leží na ostrovech Aspøy, Nørvøya, Oksenøya, Hessa a Oksenøya. Na severu obce leží ostrovy Lepsøya, Haramsøya, Flemsøya (Skuløya), Fjørtoft, Harøya a Finnøya, které jsou spojeny s pevninou silnicí. Sousedí s obcí Sula a Sykkylven na jihu, Giske na západě, Aukra a Molde na severu, Vestnes a Fjord na východě. Obec má přibližně 68 tisíc obyvatel.

### Doprava
Ålesundem prochází evropská silnice E39 a E136. Podmořským tunelem Ellingsøytunnelen je spojeno sídlo Ålesund na ostrově Nørvøya s ostrovem Ellingsøy, odkud je dále propojeno s ostrovem Valderøya v obci Giske, kde je na ostrově Vigra letiště Ålesund, Vigra (AES).

## Znak
Městský znak je tvořen rybářskou lodí a třemi rybami, což odkazuje na jeho minulost úspěšného obchodního a rybářského města.

## Dějiny
Prvním významným obyvatelem města byl vikinský vůdce Rollo, první vévoda normanský a předek Viléma Dobyvatele.
V roce 1027 navštívil oblast sv. Olaf, který po celé zemi šířil křesťanství. Již ve 12. století ve městě postavili kamenný kostel jako jeden z prvních v Norsku. Statut města dostal Ålesund až v roce 1848, mimo jiné proto, že konkurenční rybářská města Bergen a Trondheim nechtěla, aby se Ålesund tolik rozvíjel, a tak jeho vývoj cílevědomě brzdila. V té době zde žilo 1100 obyvatel.
Obyvatelé města často používají frázi: „To jsme ještě od požáru v Ålesundu nezažili“. Myslí tím pohromu, která město postihla z 23. na 24. ledna 1904 během mohutného pozáru. 10 000 lidí se náhle ocitlo bez přístřeší, ale díky rychlým obětavým záchranným akcím a významné pomoci od německého císaře Viléma II. bylo město během krátké doby obnoveno. Dostalo úplně nový vzhled v podobě tehdejšího stylu Art nouveau. Podoba města se dochovala dodnes, proto je Ålesund světovou raritou secesní architektury.
Na vrchu Aksla, vysokém 189 m, je vyhlídka na celé město a okolní ostrovy. Přístup je po silnici, nebo schodištěm se 418 schody. V parku je památník Viléma II.

## Sport
- Aalesunds FK – fotbalový klub[2]

## Osobnosti
- Joachim Rønneberg (1919–2018), důstojník a rozhlasový hlasatel
- Dagfinn Aarskog (1928–2014), lékař
- Edvard Moser (* 1962), neurovědec
- John Arne Riise (* 1980), fotbalový obránce
- Olav Lundanes (* 1987), orientační běžec
- Fredrik Ulvestad (* 1992), fotbalový záložník

## Partnerská města
- Akureyri, Island, 1949
- Borgo a Mozzano, Itálie, 1979
- Eu, Seine-Maritime, Francie
- Lahti, Finsko, 1947
- Peterhead, Spojené království, 1967
- Randers, Dánsko, 1947
- Tacoma, USA, 1986
- Västerås, Švédsko, 1947